# Marius Vadeikis
Marius Vadeikis (* 2. August 1989) ist ein litauischer Leichtathlet, der im Weit- und Dreisprung antritt.

## Sportliche Laufbahn
Erste internationale Erfahrungen sammelte Marius Vadeikis im Jahr 2011, als er bei den U23-Europameisterschaften in Ostrava mit 7,44 m auf den zwölften Platz im Weitsprung gelangte. 2013 wurde er bei der Sommer-Universiade in Kasan mit 7,44 m Elfter und 2023 wurde er bei der 2. Liga der Team-Europameisterschaft im Rahmen der Europaspiele in Chorzów mit 7,80 m Zweiter.
In den Jahren 2009 und 2016 sowie 2018 und 2019 und 2022 und 2023 wurde Vadeikis litauischer Meister im Weitsprung sowie 2022 und 2023 auch im Dreisprung. Zudem wurde er 2016 und 2017 sowie 2023 und 2024 Hallenmeister im Weitsprung sowie 2014 und 2017 in der Halle.

## Persönliche Bestleistungen
- Weitsprung: 7,80 m (+1,0 m/s), 23. Juli 2011 in Kaunas
- Dreisprung: 16,19 m, 21. Mai 2014 in Kaunas